# 남아메리카의 언어

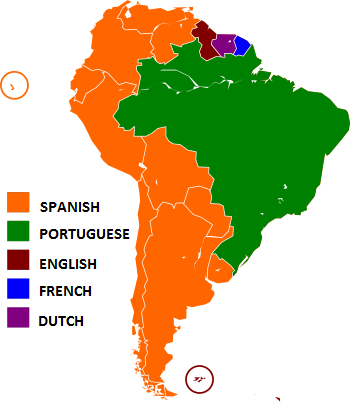
남아메리카의 언어 분포도

남아메리카에서 가장 많이 사용되는 공용어는 스페인어와 브라질 포르투갈어이다. 그 외에는 영어, 프랑스어, 네덜란드어, 원주민의 토착어가 공용어로 사용되고 있다. 스페인어와 브라질 포르투갈어가 사용되는 비율은 남아메리카에 거주하는 전체 주민의 약 85%를 차지한다. 남아메리카에서 사용되는 언어는 크게 세 가지로 나눌 수 있다. 과거 식민지 열강이 사용하던 언어, 원주민인 인디오들이 사용하는 많은 토착어, 이민자들이 사용하는 언어이다.
남아메리카에 있는 14개국 중에서 브라질에서만 브린질 포르투갈어를 공용어로 사용하고 있다. 이는 1494년에 체결된 토르데시야스 조약에 의거하여 포르투갈이 브라질을 식민통치하였기 때문이다.
스페인어와 브라질 포르투갈어를 공용어로 사용하지 않는 국가는 3개국이 있다. 1975년 11월 네덜란드로부터 독립한 수리남은 공용어로 네덜란드어를 사용하고, 1966년 5월 영국으로부터 독립한 가이아나(Guyana)에서는 영어를, 1667년 이후 프랑스령이 된 프랑스령 기아나에서는 프랑스어를 공용어로 사용하고 있다.
볼리비아는 특이하게도 제1언어인 스페인어(69.4%) 이외에도 케추아어(17.43%), 아이마라어(10.6%) 등 총 37개 언어가 2009년 신헌법에 공용어로 지정되어 있다.